# Queen Pen
Queen Pen (* 1972 in Brooklyn, New York City, New York; eigentlich Lynise Walters) ist eine US-amerikanische Rapperin.

## Karriere
Ihren ersten größeren Auftritt als Rapperin hatte Queen Pen 1996 in dem Titel No Diggity der Gruppe BLACKstreet. Produzent Teddy Riley nahm sie bei seinem Label unter Vertrag und produzierte ihr Debütalbum My Melody. Darauf war ihre erfolgreichste Single All My Love enthalten. Diese erreichte Platz 28 in den US-Charts und in Neuseeland Platz 1. Nach einer dreijährigen Pause erschien 2001 noch einmal ein Album von ihr, jedoch ohne Charterfolg.

## Diskografie

### Studioalben
| Jahr | Titel                    | Höchstplatzierung, Gesamtwochen, AuszeichnungChartplatzierungen (Jahr, Titel, Platzierungen, Wochen, Auszeichnungen, Anmerkungen) | Höchstplatzierung, Gesamtwochen, AuszeichnungChartplatzierungen (Jahr, Titel, Platzierungen, Wochen, Auszeichnungen, Anmerkungen) | Höchstplatzierung, Gesamtwochen, AuszeichnungChartplatzierungen (Jahr, Titel, Platzierungen, Wochen, Auszeichnungen, Anmerkungen) | Höchstplatzierung, Gesamtwochen, AuszeichnungChartplatzierungen (Jahr, Titel, Platzierungen, Wochen, Auszeichnungen, Anmerkungen) | Höchstplatzierung, Gesamtwochen, AuszeichnungChartplatzierungen (Jahr, Titel, Platzierungen, Wochen, Auszeichnungen, Anmerkungen) | Anmerkungen                             |
| Jahr | Titel                    | DE | AT | CH | UK | US | Anmerkungen                             |
| ---- | ------------------------ | --- | --- | --- | --- | --- | --------------------------------------- |
| 1997 | My Melody                | — | — | — | — | US78 (20 Wo.)US | Erstveröffentlichung: 16. Dezember 1997 |
| 2001 | Conversations with Queen | — | — | — | — | US134 (2 Wo.)US | Erstveröffentlichung: 22. Mai 2001      |

### Singles
| Jahr | Titel Album                    | Höchstplatzierung, Gesamtwochen, AuszeichnungChartplatzierungen (Jahr, Titel, Album, Platzierungen, Wochen, Auszeichnungen, Anmerkungen) | Höchstplatzierung, Gesamtwochen, AuszeichnungChartplatzierungen (Jahr, Titel, Album, Platzierungen, Wochen, Auszeichnungen, Anmerkungen) | Höchstplatzierung, Gesamtwochen, AuszeichnungChartplatzierungen (Jahr, Titel, Album, Platzierungen, Wochen, Auszeichnungen, Anmerkungen) | Höchstplatzierung, Gesamtwochen, AuszeichnungChartplatzierungen (Jahr, Titel, Album, Platzierungen, Wochen, Auszeichnungen, Anmerkungen) | Höchstplatzierung, Gesamtwochen, AuszeichnungChartplatzierungen (Jahr, Titel, Album, Platzierungen, Wochen, Auszeichnungen, Anmerkungen) | Anmerkungen                                                                    |
| Jahr | Titel Album                    | DE | AT | CH | UK | US | Anmerkungen                                                                    |
| ---- | ------------------------------ | --- | --- | --- | --- | --- | ------------------------------------------------------------------------------ |
| 1997 | All My Love My Melody          | DE49 (9 Wo.)DE | — | — | UK11 (5 Wo.)UK | US28 (15 Wo.)US | Erstveröffentlichung: Dezember 1997 feat. Eric Williams                        |
| 1997 | Man Behind the Music My Melody | — | — | — | UK38 (2 Wo.)UK | US84 (9 Wo.)US | Erstveröffentlichung: Dezember 1997 feat. Teddy Riley                          |
| 1998 | Party Ain’t a Party My Melody  | — | — | — | — | US74 (4 Wo.)US | Erstveröffentlichung: Juni 1998 feat. Teddy Riley, Markell Riley & Nutta Butta |
| 1998 | It’s True My Melody            | — | — | — | UK24 (3 Wo.)UK | — | Erstveröffentlichung: August 1998                                              |

### Als Gastmusikerin
| Jahr | Titel Album                             | Höchstplatzierung, Gesamtwochen, AuszeichnungChartplatzierungen (Jahr, Titel, Album, Platzierungen, Wochen, Auszeichnungen, Anmerkungen) | Höchstplatzierung, Gesamtwochen, AuszeichnungChartplatzierungen (Jahr, Titel, Album, Platzierungen, Wochen, Auszeichnungen, Anmerkungen) | Höchstplatzierung, Gesamtwochen, AuszeichnungChartplatzierungen (Jahr, Titel, Album, Platzierungen, Wochen, Auszeichnungen, Anmerkungen) | Höchstplatzierung, Gesamtwochen, AuszeichnungChartplatzierungen (Jahr, Titel, Album, Platzierungen, Wochen, Auszeichnungen, Anmerkungen) | Höchstplatzierung, Gesamtwochen, AuszeichnungChartplatzierungen (Jahr, Titel, Album, Platzierungen, Wochen, Auszeichnungen, Anmerkungen) | Anmerkungen                                                               |
| Jahr | Titel Album                             | DE | AT | CH | UK | US | Anmerkungen                                                               |
| ---- | --------------------------------------- | --- | --- | --- | --- | --- | ------------------------------------------------------------------------- |
| 1996 | No Diggity Another Level                | DE14 Gold · (21 Wo.)DE | AT16 (12 Wo.)AT | CH11 (18 Wo.)CH | UK9 ×3Dreifachplatin · (35 Wo.)UK | US1 Platin · (31 Wo.)US | Erstveröffentlichung: 29. Juli 1996 BLACKstreet feat. Dr. Dre & Queen Pen |
| 1998 | Cheated (To All the Girls) The Carnival | — | — | — | — | US61 (8 Wo.)US | Erstveröffentlichung: 28. Juli 1998 Wyclef Jean feat. Queen Pen           |